# Звєрєва Наталія Іванівна
Наталія Іванівна Звєрєва — російський економіст, менеджер і громадський діяч. Експерт в галузі соціального підприємництва, директор фонду «Наше майбутнє». Кандидат економічних наук (2021).

## Біографія
В 1992 році закінчила Московський інститут прикладної біотехнології за фахом «економіст», навчалася в РДУ ім. Плеханова. З 1993 по 1996 рік працювала у відкритому акціонерному товаристві «НІКойл» головним бухгалтером, пізніше була директором Департаменту економіки і фінансів. З 2005 по 2007 рік — радник голови правління та керівник Служби радників з управління інвестиційними ризиками в банку «Уралсиб».
У 2007 році очолила заснований бізнесменом Вагітом Алекперовим фонд регіональних соціальних програм «Наше майбутнє», який став одним з перших приватних фондів в Росії, які допомагають у створенні власного бізнесу інвалідам, багатодітним сім'ям, вихованцям дитячих будинків.
В якості експерта з соціального підприємництва на 2018 рік бере участь в роботі профільних організацій і заходів:
- Член Ради з розвитку соціальних інновацій суб'єктів Російської Федерації при Раді Федерації Федеральних Зборів РФ (з липня 2015 року)[6].
- Член експертної ради АНО «Агентство стратегічних ініціатив з просування нових проектів».
- Член робочої групи з розробки дорожньої карти «Підтримка доступу недержавних організацій до надання послуг у соціальній сфері»[7].
- Спікер міжнародного інвестиційного форуму «Сочі» і Петербурзького міжнародного економічного форуму в рамках дискусій з соціального підприємництва (з 2013 року)[8].
- Член Опікунської ради незалежної національної премії в галузі ділової журналістики «Медіа-Капітал»[3].
- Член експертної ради Агентства стратегічних ініціатив (АСІ)[9].

У жовтні 2013 року брала участь у зустрічі підприємців з кабінетом міністрів і Дмитром Медведєвим.
У 2015 році видавництвом Альпіна Паблішер було випущено навчальний посібник «Створення успішного соціального підприємства» авторства Наталії Звєрєвої.
Статті Звєрєвої публікувалися в журналах «Експерт», Forbes, газетах «Відомості», «Частный Корреспондент» та інших виданнях.
5 березня 2019 року Наталія Звєрєва взяла участь в парламентських слуханнях законопроекту про соціальне підприємництво в Росії. У той же день законопроект був прийнятий Державною думою в першому читанні (вступив в силу в липні 2019 року).
В кінці 2019 року фондом «Наше майбутнє», за підтримки Міністерства економічного розвитку Російської Федерації, була опублікована у відкритому доступі книга «Атлас практик розвитку соціального підприємництва суб'єктами РФ», авторства Наталії Звєрєвої. На 2020 рік заплановано видання друкованої версії книги.
25 листопада 2020 року Наталія Звєрєва взяла участь в засіданні Ради з розвитку соціальних інновацій суб'єктів РФ при Раді Федерації. В рамках своєї доповіді вона внесла ряд пропозицій щодо подальшого розвитку інфраструктури державної підтримки соціального підприємництва в Росії.
У 2021 році захистила дисертацію на здобуття ступеня кандидата економічних наук за темою «Модель створення та організаційно-економічний механізм функціонування інститутів розвитку соціального підприємництва» (науковий керівник д-р. е. наук С. Г. Фалько).

## Нагороди
- Національна премія «Великі люди великої Росії» (2016).
- Грамота Торгово-промислової палати Російської Федерації за внесок в розвиток соціального підприємництва (2016).
- Медаль святого благовірного князя Данила Московського «За працю на славу Святої Церкви» (2008).